# Enugu Leste
Enugu East é uma Área de Governo Local do Enugu (estado), Nigéria. Sua sede está na cidade de Nkwo Nike.
Tem uma área de 383 km² e uma população de 277,119 no recenseamento de 2006.
O código postal da área é 400.